# Amajak Kobulow
Amajak Sacharowitsch Kobulow (russisch: Амаяк Захарович Кобулов; * 1906 in Tiflis, Gouvernement Tiflis, Russisches Kaiserreich heute Georgien; † 26. Februar 1955 in Moskau) war ein sowjetischer Generalleutnant des Innenministeriums und von dessen Geheimdiensten. Er war 1953 Bevollmächtigter des sowjetischen Innenministeriums in der Deutschen Demokratischen Republik (DDR). Im Juni 1953 wurde er nach Moskau zurückgerufen und im Zuge der Entmachtung Lawrenti Berias nach dem Tod Stalins zum Tode verurteilt und hingerichtet.

## Leben
Kobulow war ein enger Vertrauter des langjährigen sowjetischen Geheimdienstchefs Lawrenti Beria und wurde 1938 im Rang eines Generalleutnants stellvertretender Volkskommissar für Staatssicherheit in der Ukraine. 1939 wurde er Mitarbeiter der sowjetischen Botschaft in Berlin und Resident des Geheimdienstes Gossudarstwennoje polititscheskoje uprawlenije (GPU), später Volkskommissariat für innere Angelegenheiten (NKWD), in Deutschland. 1941 kehrte er in die Sowjetunion zurück.
Während des Zweiten Weltkriegs und in den folgenden Jahren war Kobulow Leiter der Operativverwaltung und der Abteilung für Kriegsgefangene des NKWD. Von 1951 bis 1953 war er zusätzlich stellvertretender Leiter der Hauptverwaltung Lager des sowjetischen Innenministeriums mit besonderer Zuständigkeit für die Beschaffung von Informationen von deutschen Kriegsgefangenen. In diesen Funktionen war er für schwerste Menschenrechtsverletzungen und den Tod tausender Häftlinge mitverantwortlich.
Ab 1945 war Kobulow zusätzlich stellvertretender Leiter der NKWD-Abteilung für Spezialoperationen, zuständig für Atomspionage und „aktive Maßnahmen“, was auch systematischen Terror miteinschloss. Anfang 1953 wurde Kobulow stellvertretender Chef der Kontrollinspektion beim Innenministerium der UdSSR.
Nach dem Volksaufstand am 17. Juni 1953 in der DDR und dessen gewaltsamer Niederschlagung durch sowjetische Truppen wurde Kobulow nach Berlin entsandt, um die zivilen und militärischen sowjetischen Nachrichtendienste in der DDR anzuleiten und eine operative Kontrollgruppe zu leiten. Schon wenige Tage später, am 25. Juni 1953, wurde er nach Moskau zurückberufen und unter dem Vorwurf „verbrecherischer Verbindungen“ zu dem entmachteten, ehemaligen Geheimdienstchef Lawrenti Beria verhaftet und in einem Geheimprozess zum Tode verurteilt. Am 23. Dezember 1953 wurde sein Bruder Bogdan Kobulow, ebenfalls Geheimdienstgeneral und ehemaliger, stellvertretender Innenminister der Sowjetunion, hingerichtet. Sein eigenes Todesurteil wurde am 26. Februar 1955 vollzogen.